# Тангаур
Тангаур (баш. Түңгәүер) — клан в составе юго-восточных башкир.

## Родовой состав

### Родовые подразделения
актай, апанды, аптырак, арат, аслай, ахлай, байрака, бесэй, бизмэн, бикчентай, бикэтиш, бикатин, буркуткус, букэт, буре, бэрэшэн, тархан, думбэй, дунгаур, загит, игэу, имес, исембай, юуан куныс, юшкы, яшкэ, кабан, казах, калмак, камгак, карабейек, кашкар, кряшен, килмешэк, кузян, куйун, кумука, куршэк, кукмис, кугэун, кусэн, кубоу, мурзагилды, мышаяк, максют, ныртыш, упей, юшэ, саер, суксыр, сукмор, сыскан, чуваш, татар, турна, тюйгэс, травой, тункай, тапый, тырма, тэзекай, хаким, сюиш, шемпетэй, юртыш, этэмэс, юрмыш, юрмый, ярат, өкө.

### Территориальные подразделения
- Урман (главное поселение Аскарово)
- Ялан (главное поселение Юлдыбаево)
- Каралык

Урман-тангауры расселены в верховьях реки Белой и в Зауралье, ялан-тангауры — по реке Сакмаре с выходом в степное Зауралье. Небольшая группа тангаур в XVIII веке переселилась на реке Каралык.

## Анализ Y-DNA
Часть протестированных тангаур (территориальное подразделение Ялан), оказались принадлежащими гаплогруппе R1b (субклад R1b+М269), другая часть (территориальное подразделение Урман) — N1a1 (субклад L1034), третья часть -  R1a. Род Казах — C1 (субклад M48).

## Этническая история
Предки тангауров известны под общим с усерганами названием баджгард (баджгурд, басджирт или башхарт).
Возможно, племя тангаур этнически восходит к племенам Приаралья. На формирование тангаурцев оказало влияние их пребывание в среде иранских, угорских и тюрко-печенежских племён Приаралья.
Этноним тангаур исследователями сопоставляется с названием монгольского рода тангаур из местности «Корцинь и Моо Гя Тунь». Генеалогии тангауров восходят к Дингауру — сыну Кунграт-бия. В их преданиях рассказывается об их предках на Алтае, об уходе с Алтая под предводительством волка или родовых вождей Иртыша и Ныртыша, о монгольских предках, в том числе о Чингизхане. Совокупность этих фактов позволяет происхождение этнической основы племени тангаур связать с кунгратами (конграт, конгират) — древним монгольским племенем.
На территории проживания тангауров и родственных им тамьянов ранее существовала объединенная Тамьян-Тангаурская волость. Древнемонгольские истоки обоих племён подтверждаются довольно широкой распространенностью в юго-восточной Башкирии этнонимов тангаур и тамьян в их первоначальных формах: тангур (тангор) и тума. Также возможно сопоставление этнонимов тангаур и тангут.

## История расселения
В XIII веке тангаурцы расселились по бассейнам рек Кармасан и Чермасан, а позднее мигрировали в горно-лесные районы Башкортостана, где заняли земли по среднему течению реки Белая и в долине реки Нугуш.
В XIV—XVI вв. часть племени тангаур переселилась в бассейн реки Сакмара и на левобережье реки Урал, другая — в верховья Белой и в Зауралье.
В конце XVI — начале XVIII вв. небольшая часть тангаурцев возвратилась на земли по рекам Ток, Большой Уран, Малый Уран, Большой Иргиз с притоками Каралык, Камелик. К XVIII века соседями тангаурцев являлись башкирские племена бурзян, кыпсак, тамьян, усерган и юрматы.
После присоединения Башкортостана к Русскому государству вотчинные земли племени составляли Тангаурскую волость Ногайской дороги. По сведениям П. И. Рычкова, в середине XVIII века в Тангауровской волости насчитывалось 80 дворов.
В конце XVIII—XIX вв. земли тангаурцев ходили в Верхнеуральский, Оренбургский и Орский уезды, а в период кантонной системы управления — в 6-й и 9-й башкирские кантоны.
Ныне территория расселения племени тангаур входит в Баймакский, Зилаирский и Хайбуллинский районы Башкортостана (Ялан-Тангауры); Абзелиловский,  Белорецкий, Бурзянский и Кугарчинский районы Башкортостана, а также Икские Тангауры на северо-западе республики (Урман-Тангауры); Большеглушицкий и Большечерниговский районы Самарской область; Пугачёвский район Саратовской области (Каралык-Тангауры).

## Выдающиеся представители
- Кусяп Султангулов — предводитель башкирского восстания 1737—1738 гг.
- Суюндуковы — наследственные тарханы южных тангаур[5].